# My Homies
| Críticas profissionais        | Críticas profissionais |
| Avaliações da crítica         | Avaliações da crítica  |
| Fonte                         | Avaliação              |
| ----------------------------- | ---------------------- |
| Allmusic                      | [ 1 ]                  |
| Chicago Tribune               | [ 2 ]                  |
| RapReviews                    | [ 3 ]                  |
| The Rolling Stone Album Guide | [ 4 ]                  |
| The Source                    | [ 5 ]                  |

My Homies é um álbum do rapper americano Scarface, lançado em 24 de Fevereiro de 1998 pela Rap-A-Lot Records. Chegou ao topo da Top R&B/Hip-Hop Albums e ao número 4 da Billboard 200 com 179.000 cópias vendidas na 1ª primeira semana, e foi certificado como disco de platina pela RIAA em 6 de Abril de 1998, com mais de 722.886 cópias vendidas. O álbum apresenta participações de 2Pac, Ice Cube, Devin the Dude, B-Legit, UGK, Too Short, Do or Die e Willie D. Scarface aparece sozinho em duas canções, canta com outros em vinte e três e não canta em cinco.
Juntos com os singles, video clipes foram feitos para as canções "Homies & Thuggs", featuring 2Pac and Master P e "Sex Faces", featuring Too Short, Tela and Devin the Dude.

## Faixas
Disco 1
| #  | Título                      | Produtores                   | Cantores                                  |
| -- | --------------------------- | ---------------------------- | ----------------------------------------- |
| 1  | "Ma Homiez"                 | Scarface, Mike Dean, Domo    | Scarface                                  |
| 2  | "Hustler"                   | Mr. Lee                      | Hoodlumz, FLAJ                            |
| 3  | "Do What You Do"            | Tone Capone                  | Bushwick Bill, K.B., B-Legit              |
| 4  | "Southside: Houston, Texas" | Scarface, John Bido          | Scarface, Devin the Dude, Tela            |
| 5  | "Don't Testify"             | Scarface, Mr. Lee            | Scarface, Facemob, Hoodlumz               |
| 6  | "Homies & Thuggs (Remix)"   | Scarface                     | Scarface, Master P, Doracell, 2Pac        |
| 7  | "The Geto"                  | N.O. Joe                     | Scarface, Willie D, Ice Cube, K.B.        |
| 8  | "Fuck Faces"                | Scarface, Mike Dean          | Scarface, Too $hort, Tela, Devin the Dude |
| 9  | "What's Goin' On"           | 88 Keys                      | Scarface, A-G-2-A-Ke                      |
| 10 | "2 Real"                    | Scarface, Mr. Lee            | 3-2, UGK, F.L.A.J.                        |
| 11 | "Rules 4 Real Niggas"       | Scarface, Mr. Lee            | Scarface, Hoodlumz                        |
| 12 | "Win Lose Or Draw"          | Scarface, Mike Dean, Mr. Lee | Scarface, Johnny P, DMG, Lo-Ke            |
| 13 | "Overnight"                 | Joe Bythewood                | Do or Die, Rock Roc, Snypaz               |
| 14 | "Small Time"                | Mike Dean, Precise           | Scarface, Ghetto Twiinz                   |
| 15 | "Krunch Time"               | Mike Dean                    | K.B.                                      |

Disco 2
| #  | Título                           | Produtores          | Cantores                          |
| -- | -------------------------------- | ------------------- | --------------------------------- |
| 1  | "City Under Siege"               | Mr. Lee             | Scarface, Facemob                 |
| 2  | "Do What You Want"               | N.O. Joe, Jo Jo     | Scarface, Devin the Dude          |
| 3  | "Dog These Ho's"                 | Scarface, Mr. Lee   | Scarface, E-Rock, C-Note          |
| 4  | "Boo Boo'n"                      | Domo                | Scarface, Devin the Dude          |
| 5  | "You Owe Me"                     | Mr. Lee             | Scarface, Facemob                 |
| 6  | "In My Blood"                    | Mike Dean           | Scarface, Big Mike, DMG, Yukmouth |
| 7  | "Sleepin' In My Nikes"           | Mike Dean           | Scarface, Seagram                 |
| 8  | "Greed"                          | N.O. Joe, Jo Jo     | Scarface                          |
| 9  | "Who Run This"                   | Scarface, Mike Dean | Scarface, 007                     |
| 10 | "Cocaine"                        | 88 Keys             | Scarface, A-G-2-A-Ke              |
| 11 | "All Night Long"                 | Scarface            | Scarface, F.L.A.J.                |
| 12 | "Use Them Ho's"                  | Domo                | Scarface, Devin the Dude, K.B.    |
| 13 | "Menace Niggas Never Die"        | Mr. Lee             | Scarface, Menace Clan, Caine      |
| 14 | "Homies & Thuggs (The Original)" | N.O. Joe, Mike Dean | Scarface, Master P, 2Pac          |
| 15 | "Warriors"                       | Rag Tag             | Scarface, Rag Tag                 |

## Histórico nas paradas
| Parada (1998)                           | Posição de pico |
| --------------------------------------- | --------------- |
| E.U.A. Billboard 200                    | 4               |
| E.U.A. Billboard Top R&B/Hip-Hop Albums | 1               |